# Mi historia musical
Mi Historia Musical es un álbum recopilatorio de Jaci Velásquez, lanzado a mediados de octubre del 2004. Es una colección de las canciones en idioma español más relevantes de la cantante. De los álbumes: Llegar a ti, Mi Corazón y Milagro (álbum). 
El álbum fue realizado sin el consentimiento de Jaci Velásquez por Sony Music, cuando ella dejó esta compañía discográfica. 
"Mi Historia Musical" viene con un bonus DVD que contiene algunos de sus videoclips que realizó en idioma español

## Canciones
1. Como Se Cura Una Herida (Mi Corazón)
2. Llegar A Ti (Llegar a ti)
3. Milagro (Milagro (álbum))
4. Mi Vida No Es Nada Sin Ti (Milagro (álbum)
5. A Un Paso De Mi Amor (Milagro (álbum)
6. Vida Mia (Mi Corazón)
7. No Hace Falta Un Hombre (Milagro (álbum)
8. Vaya Con Dios (Mi Corazón)
9. En El Centro De Mi Corazón (Milagro (álbum)
10. Un Lugar Celestial (Llegar a ti)
11. Dueño De Mi Corazón (Mi Corazón)
12. Déjame Quererte Para Siempre (Mi Corazón)
13. Manantial De Caricias (Llegar a ti)
14. Un Trocito De Cielo (Milagro (álbum)

## Bonus DVD
1. Como Se Cura Una Herida (videoclip)
2. Llegar A Ti (videoclip)
3. No Hace Falta Un Hombre (videoclip)
4. Un Lugar Celestial (A heavenly place) (videoclip)